# Stazione di Gifu-Hashima
La stazione di Gifu Hashima (岐阜羽島 Gifu-hashima-eki?) è una stazione del Tōkaidō Shinkansen che serve la città di Hashima e il suo circondario nella prefettura di Gifu. Di fronte all'edificio si trova la stazione di Shin-Hashima gestita dalle Ferrovie Meitetsu che permette di accedere al centro della città.

## Linee
- JR Central
  - Tōkaidō Shinkansen